# Trilogie berlinoise (David Bowie)
Pour les articles homonymes, voir Trilogie berlinoise.

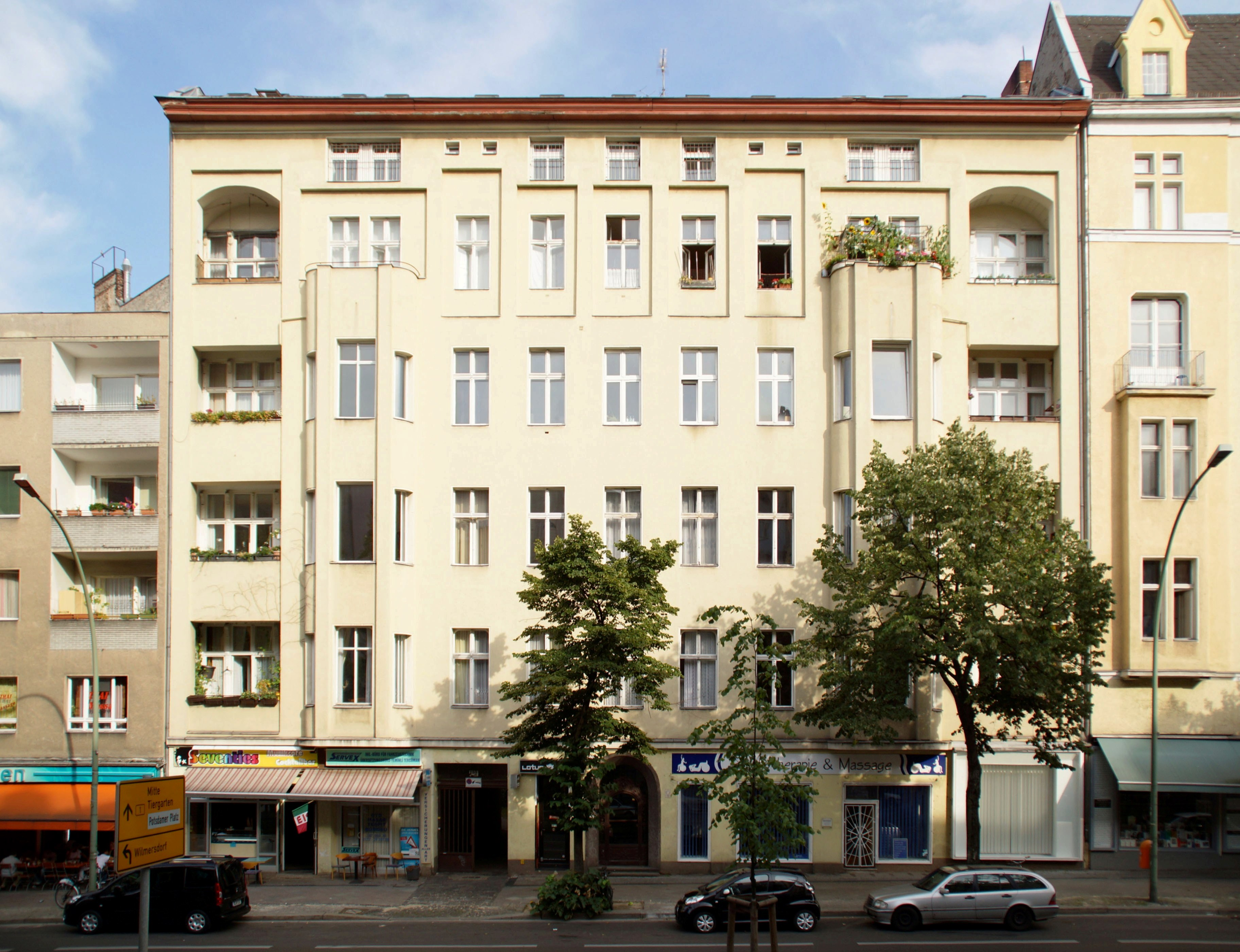
David Bowie réside dans un appartement au no 155 de la Hauptstraße, dans le quartier Schöneberg de Berlin-Ouest, de 1976 à 1978.

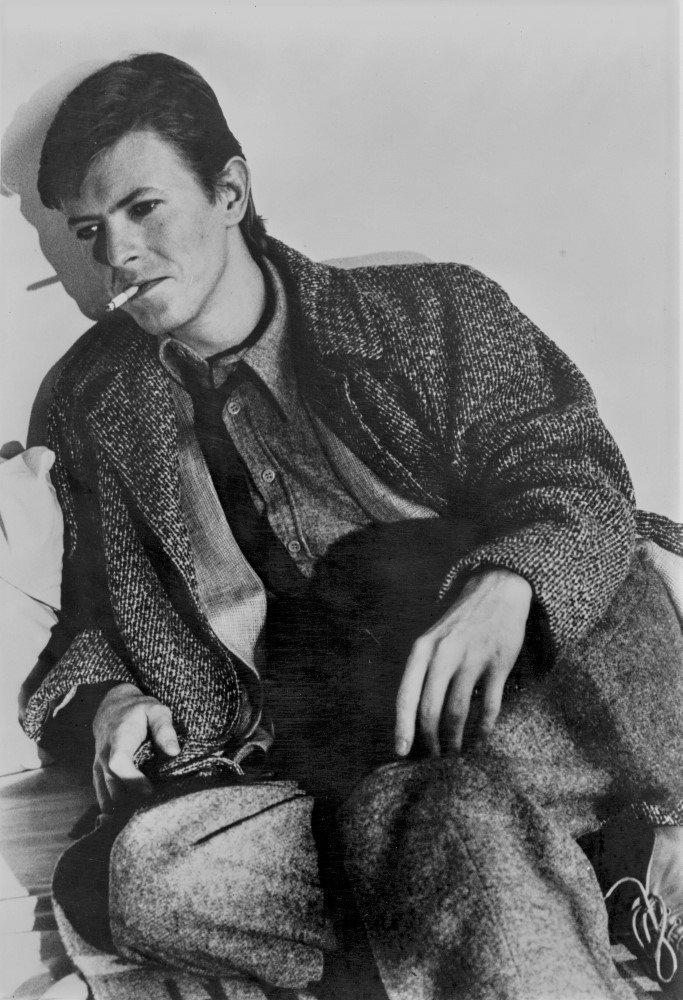
David Bowie en 1979.

La trilogie berlinoise (Berlin Trilogy en anglais) est un ensemble de trois albums studio de l'auteur-compositeur-interprète britannique David Bowie sortis entre 1977 et 1979 : Low (janvier 1977), "Heroes" (octobre 1977) et Lodger (mai 1979).

## Historique
Issus de la collaboration du chanteur avec Brian Eno et Tony Visconti, ils se caractérisent par une approche expérimentale influencée par des genres musicaux aussi divers que le krautrock, la musique électronique, l'ambient ou la world music. Cette démarche se retrouve également sur les deux premiers albums solo d'Iggy Pop que Bowie produit à la même époque : The Idiot (mars 1977) et Lust for Life (août 1977).
En dépit de son nom, la trilogie n'a pas été entièrement réalisée à Berlin-Ouest, puisque Low a été principalement enregistré au château d'Hérouville, en France, tandis que le travail sur Lodger s'est déroulé en Suisse et aux États-Unis. L'approche commune qui unit les trois disques ainsi que la présence des mêmes collaborateurs justifient cependant de les distinguer du reste de la discographie de David Bowie.
Trois symphonies de Philip Glass, compositeur américain de musique contemporaine, s'inspirent de la trilogie, : la no 1 « Low », la no 4 « Heroes » et la no 12 « Lodger ».